# Йовиці
Йовиці (словац. Jovice) — село в окрузі Рожнява Кошицького краю Словаччини, історична область Гемера. Площа села 10,08 км². Станом на 31 грудня 2016 року в селі проживало 740 жителів.

## Історія
Перші згадки про село датуються 1352 роком.

## Населення
| Рік:            | 1994. | 2004.    | 2014.   | 2024.   |
| --------------- | ----- | -------- | ------- | ------- |
| Кількість осіб: | 612   | 695      | 761     | 820     |
| Різниця:        |       | +13,56 % | +9,49 % | +7,75 % |

| Рік:            | 2023. | 2024.   |
| --------------- | ----- | ------- |
| Кількість осіб: | 798   | 820     |
| Різниця:        |       | +2,75 % |